# هوگو فون زلیگر
هوگو فون زلیگر (انگلیسی: Hugo von Seeliger که به هوگو هانس ریتر فون زلیگر نیز معروف است، ۲۳ سپتامبر ۱۸۴۹ – ۲ دسامبر ۱۹۲۴) دانشمند اخترشناس در زمینه مکانیک سماوی اهل آلمان بود. هوگو فون زلیگر در زمان خود به عنوان مهمترین اخترشناس زمان خود شناخته می‌شد.
او همکار انتخابی انجمن سلطنتی اخترشناسان بریتانیا و رئیس (پرزیدنت) انجمن ستاره‌شناسی آلمان در هایدلبرگ بود.

## زندگی‌نامه
هوگو فون زلیگر در بیالا به دنیا آمد و در سال ۱۸۶۷ در دبیرستان فارغ‌التحصیل شد و در دانشگاه‌های هایدلبرگ و لایپزیگ تحصیل کرد و دکترای خود را در سال ۱۸۷۲ در اخترشناسی به دست آورد. هوگو فون زلیگر تا سال ۱۸۷۷ به عنوان دستیار فریدریش ویلهلم ارگلاندر در لیست کارکنان رصدخانهٔ دانشگاه بن بود. در سال ۱۸۷۴، وی برای مشاهدهٔ گذر ناهید، تیم آلمان را به جزایر اوکلند سرپرستی کرد. در سال ۱۸۸۱، وی مدیر رصدخانه گوتا شد و در سال ۱۸۸۲ به عنوان استاد نجوم و مدیر رصدخانه در دانشگاه مونیخ منصوب شد که تا پایان عمر این سمت را بر عهده داشت. از دانشجویان وی٬ می‌توان به هانس کینله (کاشف کینله (۱۷۵۹))، جولیوس باوشینگر، پل ده بروگنسیت، گوستاو هرگلوتز، ریچارد شور و به‌ویژه کارل شوارتزشیلد اشاره کرد که دکترای خود را با سرپرستی او در سال ۱۸۹۸ به دست آورد و همیشه در سخنرانی‌هایش تاثیرپذیری خود را از دیدگاه‌های فون زلیگر مورد تأیید قرار داده‌است.